# 比尤拉 (密西西比州)
比尤拉（英語：Beulah）是位於美國密西西比州玻利瓦縣的城鎮。

## 人口
根據2020年美國人口普查的數據，比尤拉的面積為1.20平方千米，皆為陸地。當地共有人口242人，而人口密度為每平方千米202人。